# Lorenzo Galimberti
Lorenzo Galimberti, né le 2 janvier 2001 à Giussano (Lombardie), est un coureur cycliste italien.

## Biographie
Lorenzo Galimberti est né à Giussano, d'un père architecte et d'une mère cuisinière. Très rapidement, il commence à s'intéresser au cyclisme grâce à un cousin de son père, qui lui transmet la passion de ce sport. Sa première licence est prise vers l'âge de sept ans au Gruppo Sportivo Giovani Giussanesi, un club implanté sur ses terres natales. Son frère jumeau Francesco a lui aussi été coureur cycliste. En dehors de sa carrière sportive, il suit des études dans le domaine de l'ingénierie. 
Décrit avant tout comme un grimpeur, il se fait remarquer lors de la saison 2019 en obtenant quatre victoires et diverses places d'honneur chez les juniors italiens. Il se classe également dixième d'une étape d'Aubel-Thimister-Stavelot, au niveau international. L'année suivante, il intègre un club de Vigevano pour ses débuts espoirs. Il rejoint ensuite l'équipe continentale Biesse-Carrera, aux côtés de son frère Francesco. Avec cette formation, il prend notamment la neuvième place du Giro del Medio Brenta en juillet 2022. 
Sur l'édition 2023 du Tour de la Mirabelle, il termine sixième d'une étape et onzième du classement général. En 2024, il obtient de nouvelles places d'honneur dans des courses du calendrier national italien. Il finit par ailleurs douzième du Tour du Frioul-Vénétie julienne, ou encore dix-septième de la Coppa Agostoni, à la suite d'une longue échappée. Après ces résultats, il signe un contrat avec la structure mexicaine Petrolike, qui abrite plusieurs cyclistes italiens en son sein. 
Au printemps 2025, il remporte l'étape inaugurale du Tour de Haute-Autriche, disputée sous la forme d'une course de côte de 4,3 kilomètres. Il s'agit de son premier succès acquis sur une compétition inscrite au calendrier de l'UCI.

## Palmarès et résultats

### Par année
- 2024
  - 3e du Grand Prix San Giuseppe
- 2025
  - 1re étape du Tour de Haute-Autriche

### Classements mondiaux
| Année           | 2021   | 2022   | 2023   | 2024   |
| --------------- | ------ | ------ | ------ | ------ |
| UCI Europe Tour | 1 561e | 1 535e | 1 610e | 1 443e |